# Walbourg
Walbourg (deutsch Walburg) ist eine französische Gemeinde mit 931 Einwohnern (Stand 1. Januar 2021) im Département Bas-Rhin in der Region Grand Est (bis 2015 Elsass). Sie gehört zum Arrondissement Haguenau-Wissembourg und zum Kanton Reichshoffen.

## Geschichte
Der Ort entwickelte sich um die Benediktinerabtei St. Walburg, in der Friedrich II., Herzog von Schwaben († April 1147), und das Herz seiner Ehefrau Judith von Bayern († wohl 1130/31), die Eltern des Kaisers Friedrich Barbarossa, begraben wurden.
In den Bauernkriegen verwüstet, wurde das Kloster dem Stift Weißenburg eingegliedert und gelangte dann unter die Herrschaft der Kurpfalz. 1687 von Ludwig XIV. dem Seminar in Straßburg zugeordnet. Von 1871 bis zum Ende des Ersten Weltkrieges gehörte Walburg als Teil des Reichslandes Elsaß-Lothringen zum Deutschen Reich und war dem Kreis Weißenburg im Bezirk Unterelsaß zugeordnet.

### Bevölkerungsentwicklung
| Jahr      | 1910 | 1962 | 1968 | 1975 | 1982 | 1990 | 1999 | 2007 | 2017 |
| Einwohner | 552  | 531  | 519  | 861  | 822  | 707  | 786  | 792  | 917  |

## Kirche
Die gotische Kirche St. Walburga, 1456–1462 erbaut, enthält Elemente eines romanischen Vorgängerbaus. Von dieser Kirche erhielt der Ort seinen Namen.

### Seminar
Im Jahr 1946 kaufte das Bistum Straßburg die ehemalige Abtei und richtete eine katholische Privatschule mit Internat  ein. Die Bezeichnung änderte sich im Laufe der Jahre: Petit Séminaire (Kleines Seminar),  Séminaire de Jeunes (Seminar der Jugend) und heute Collège épiscopal Sem’ de Walbourg (Bischöfliches College–Seminar von Wallbourg). Die Schule bietet von der Grundschulklasse CM-1 (4. Klasse) bis zum Abitur alle Schulformen: Grundschule (Primaire), Mittelschule (Collège) und Gymnasium (Lycée). 2022 besuchten 432 Schüler die Mittelschule, die Erfolgsquote der Abschlussprüfung betrug 99 %, 234 besuchten das Gymnasium mit einer Erfolgsquote von 100 %. (In Frankreich ist die Erfolgsquote ein wichtiges Qualitätsmerkmal der Schulen.) 

„Das Bildungsprojekt zielt darauf ab, die Schüler in der Treue zum Evangelium zu schulen. Es bekräftigt die geistliche Dimension der Person und verpflichtet die Bildungsgemeinschaft, jedem die Möglichkeit zu bieten, Jesus Christus zu begegnen.“ 

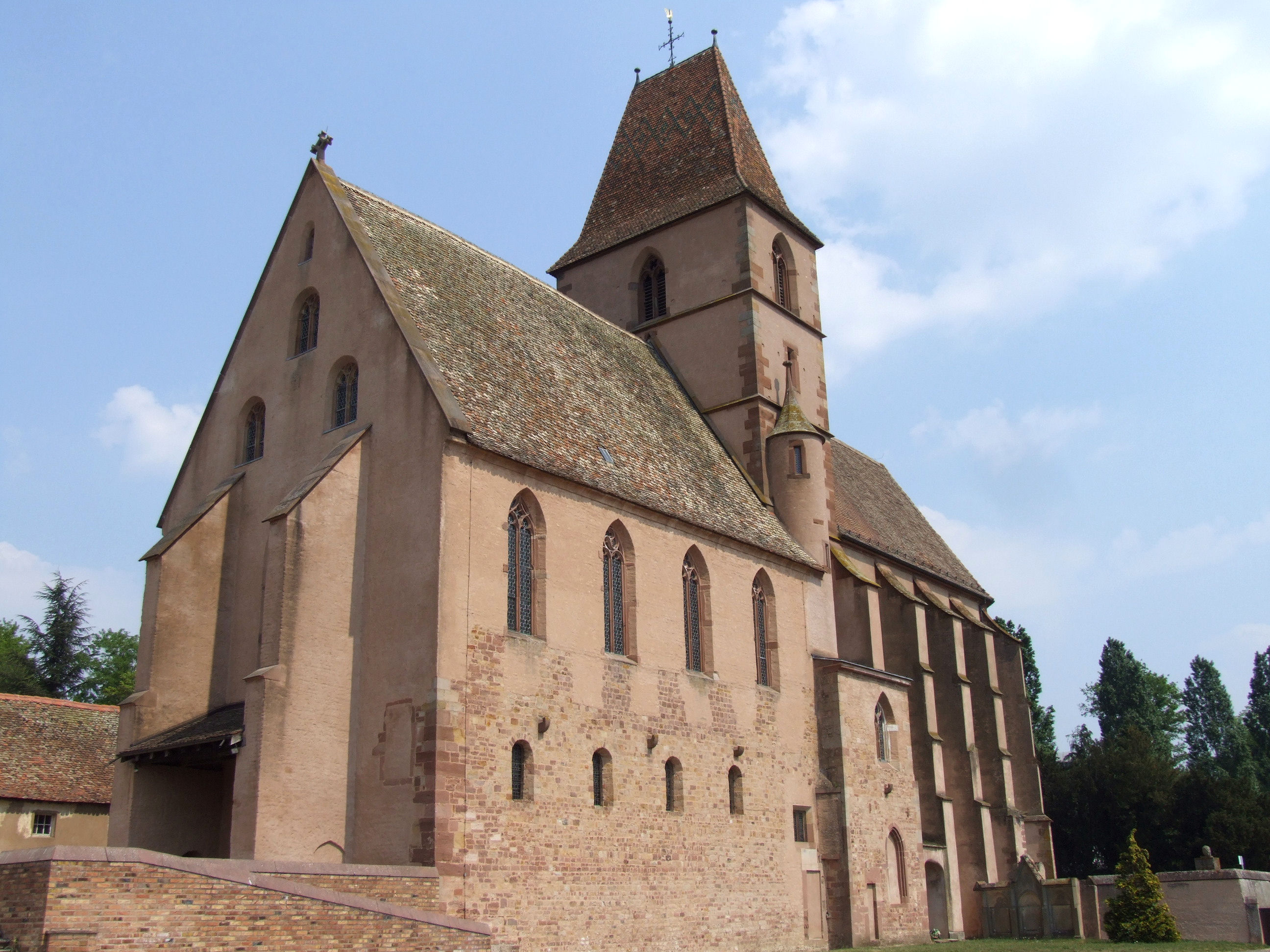
Kirche St. Walburga
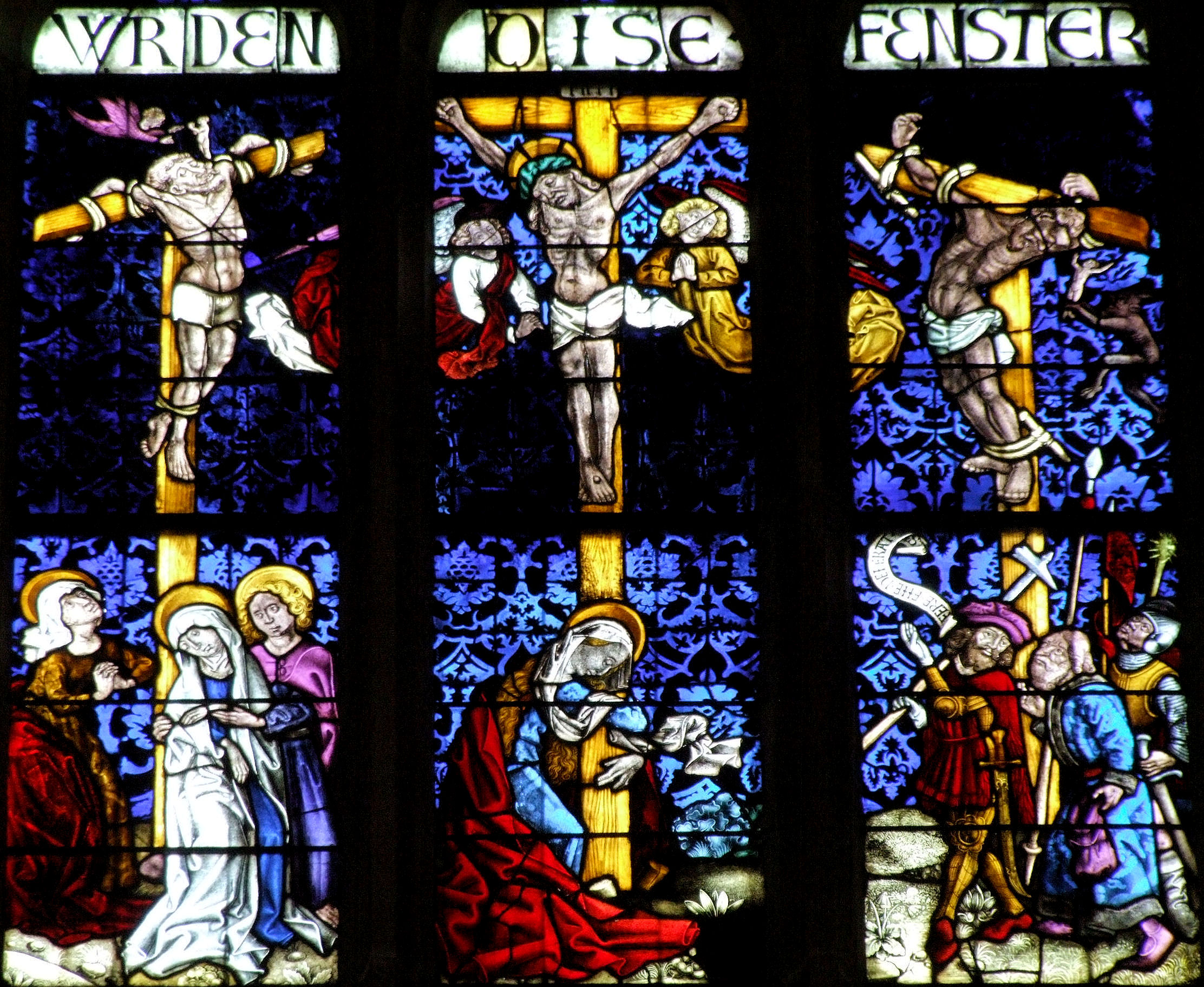
St. Walburga, Kreuzigungsfenster von 1461

## Verkehr
Walbourg ist mit der Bahnstrecke Vendenheim–Wissembourg an den Bahnverkehr angebunden. Der Bahnhaltepunkt befindet sich östlich ca. außerhalb des Ortes.